# Kazuno (Akita)
Kazuno (japonsky:鹿角市 Kazuno-ši) je japonské město v prefektuře Akita na severu ostrova Honšú. Žije zde přes 31 tisíc obyvatel. Působí zde 5 středních škol a 2 vysoké školy.

## Partnerská města
- Liang-čou, Čína (6. listopad 2000)
- Šoproň, Maďarsko (1995)